# 喬·休伊特
喬·休伊特（英語：Joe Hewitt，1978年—）是一名美国軟體工程師，知名於開發Firefox網頁瀏覽器、Firebug和DOM Inspector等相關的軟體開發工具。
他的第一個開發項目是在就讀於霍帕康高中的時候完成的。他和Douglas Palermo一同建立了Feff World網站。2000年至2003年，他任職在Netscape從事圖形介面編程工作。隨後，他參與了AOL的Boxely UI計畫，用來渲染AIM Triton和AOL Explorer等軟體。
2007年7月，喬·休伊特發表了iUI使用者介面庫，大幅簡化了Apple iPhone的Safari開發。2007年8月，他編寫了iPhone版本的Facebook應用程式，截至2009年是下載次數最多的iPhone應用程式。2009年11月，由於Apple的審核政策，休伊特停止開發該程式。2009年1月，他發布了iPhone開發者的開源庫Three20。他與布雷克·羅斯合作開發Parakey。Parakey於2007年7月被Facebook收購。
2011年，休伊特從Facebook離職。

## 外部連結
- 個人網站（页面存档备份，存于）
- 喬·休伊特的X（前Twitter）